# Masculinitat

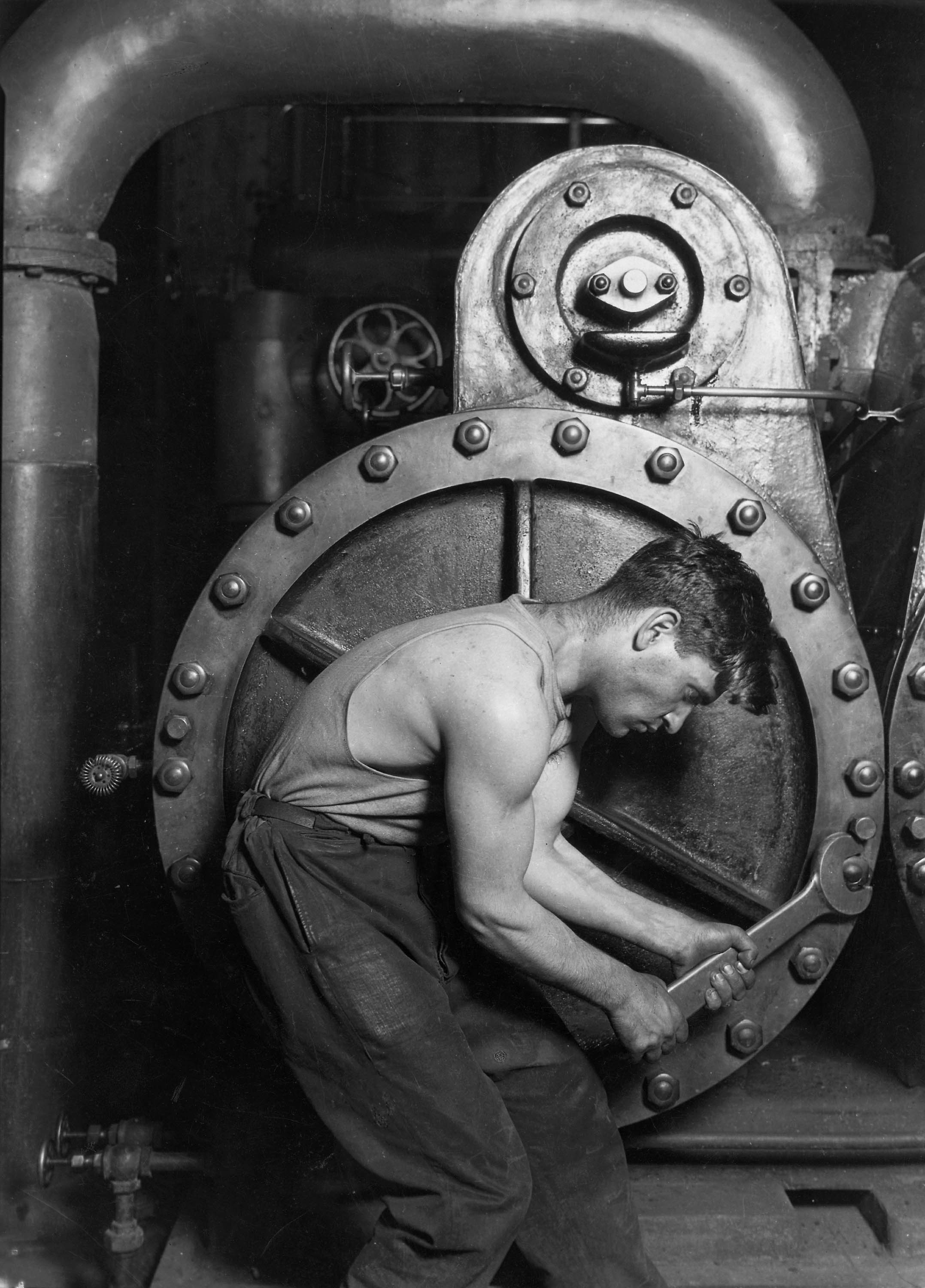
La maquinària, el treball dur i músculs són habitualment associats amb la masculinitat

El terme masculinitats generalment s'utilitza en plural per donar a entendre que no existeix una manera única de concebre i viure la masculinitat, sinó moltes.
Es tracta del conjunt de qualitats, atributs, rols, experiències, pràctiques i comportaments associats al fet de ser home d’acord amb les convencions socials de cada cultura. El terme s’utilitza en plural per fer evident que la masculinitat no és natural sinó que es tracta de construccions culturals canviants en les societats i al llarg de la història, i per mostrar que hi pot haver moltes maneres de viure la masculinitat. Es tracta d’una expressió emergida als Critical Studies of Men and Masculinities que es van començar a realitzar des d’una perspectiva de gènere a partir de final dels anys vuitanta del segle passat. Aquests estudis mostren que les identitats masculines varien no només segons l’època o el lloc, sinó també en funció de factors com l’edat, la classe social o el grup ètnic. També s’usa per reclamar models de masculinitat alternatius o contraris al model hegemònic que tradicionalment ha definit un tipus de masculinitat (agressiva, dominant en l’espai públic) per contraposició a una feminitat considerada negativament. Això és, unes masculinitats que tinguin consciència crítica de la seva condició i posició de privilegi per gènere, perquè esdevinguin aliats en la lluita contra la misogínia, l’homofòbia i la prepotència implícita en el model de masculinitat patriarcal.

## Context
Es tracta d'una expressió introduïda als Men's Studies, els estudis que des de la perspectiva de gènere es van a començar a realitzar sobre els homes a l'àmbit anglosaxó, a partir dels anys 1970 i 80. Els autors d'aquest corrent proposen parlar de «masculinitats», en plural, perquè les identitats masculines varien enormement segons l'època i el lloc, i també en funció de factors com l'edat o la classe social. Segons ells «La virilitat no és estàtica ni atemporal, és històrica; no és la manifestació d'una essència interior, és construïda socialment; no puja a la consciència des dels nostres components biològics; és creada a la cultura. La virilitat significa coses diferents en diferents èpoques per a diferents persones.» És el conjunt de comportaments, llenguatges i pràctiques que en un context cultural i d'organització específi és normalment associat als homes i es defineixen culturalment com no-femenins.
La insistència en les masculinitats en plural té un component polític evident, perquè contribueix a superar la visió reduccionista de la masculinitat que hem heretat del passat (la masculinitat tradicional), caracteritzada per regles o mandats com: "evita tot el que et sembli femení" (repudi de la feminitat); "has de ser una persona important" (poder, estatus, posició dominant); "has de ser un home dur" (resistència, insensibilitat, manca d'empatia i d'emocions); o "has de ser capaç de manar a tothom al diable" (desimplicació afectiva, força, agressivitat, temeritat).
En lloc d'aquest model de masculinitat, encara hegemònic, que impedeix establir relacions de parella equilibrades i satisfactòries i provoca patiment tant a les dones com als propis homes, els Men's Studies postulen "noves masculinitats" que integrin aspectes com l'empatia, la sensibilitat, l'expressivitat (en lloc de la màscara d'impassibilitat o duresa), la cura d'un mateix i de les persones properes, etc.

## Classificació de les masculinitats
Sense ser una classificació rígida, les masculinitats es poden agrupar en tres tipus amb relació a les relacions de poder:
- Masculinitats hegemòniques: són molt visibles i respectades i tenen una posició d'autoritat respecte les altres masculinitats en un ambient concret. No són necessàriament les més esteses, sinó que es caracteritzen per ser les més admirades i l'estàndard per a les altres masculinitats.[4]
- Masculinitats còmplices: es beneficien del domini social dels homes sense activament cercar l'opressió de les dones.[4]
- Masculinitats subordinades: són les considerades culturalment com inferiors o aquelles que fan un esforç conscient per protestar i eixir de les posicions hegemòniques i còmplices. Pot incloure a persones amb aparença física que no es correspon a la personificació hegemònica. Les masculinitats marginades són les classificades com a diferents per qüestions de classe, ètnia o estatus.[5]

## Masculinitat tòxica
La masculinitat tòxica és el conjunt d'actituds construïdes socialment que exigeixen que els homes siguin violents, poc emotius i sexualment agressius, entre altres estereotips de gènere.

## Teories vers la masculinitat

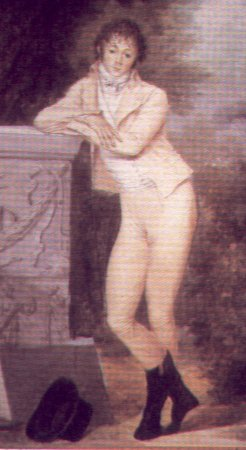
Autorretrat vestit de dandy, segle XIX

No existeix una manera única de concebre i viure la masculinitat, sinó moltes. No és estàtica ni atemporal, ni la manifestació d'una essència interior ni puja a la consciència des de la biologia. Al contrari, és històrica i creada a cada cultura, significant coses diferents en diferents èpoques per a diferents persones.

### Masculinitat sociobiologica
Un dels principals corrents teòrics dels quals s'han derivat explicacions sobre la condició masculina és el d'orientació sociobiologista. Per als sociobiologistes, també anomenats “diferencialistes”, el comportament humà s'explica en termes d'herència genètica i de funcionament de les neurones. Hereus de les tesis de Darwin, creuen que la conducta humana resulta de l'evolució i de la necessitat d'adaptar-se.
Aquestes teories sociobiològiques sostenen que "els sexes no estan fets per entendre's sinó per reproduir-se". De gran atractiu pels qui defensen el caràcter natural i inevitable del patriarcat, aquest corrent considera que la condició dels homes és innata i ve donada pels espermatozoides –així com la de les dones pels ovaris- i, per tant, permet defensar l'existència d'un etern masculí. Els homes estan en "competència inevitable per la possessió del potencial reproductiu limitat de les femelles", extrapolant models de comportament basats en la naturalesa. Seria la capacitat donada per la força i l'agressivitat el que compte en aquesta competència i només els que posseeixen aquests atributs aconsegueixen imposar-se.

### Essencialistes: Monick i el fal·lus

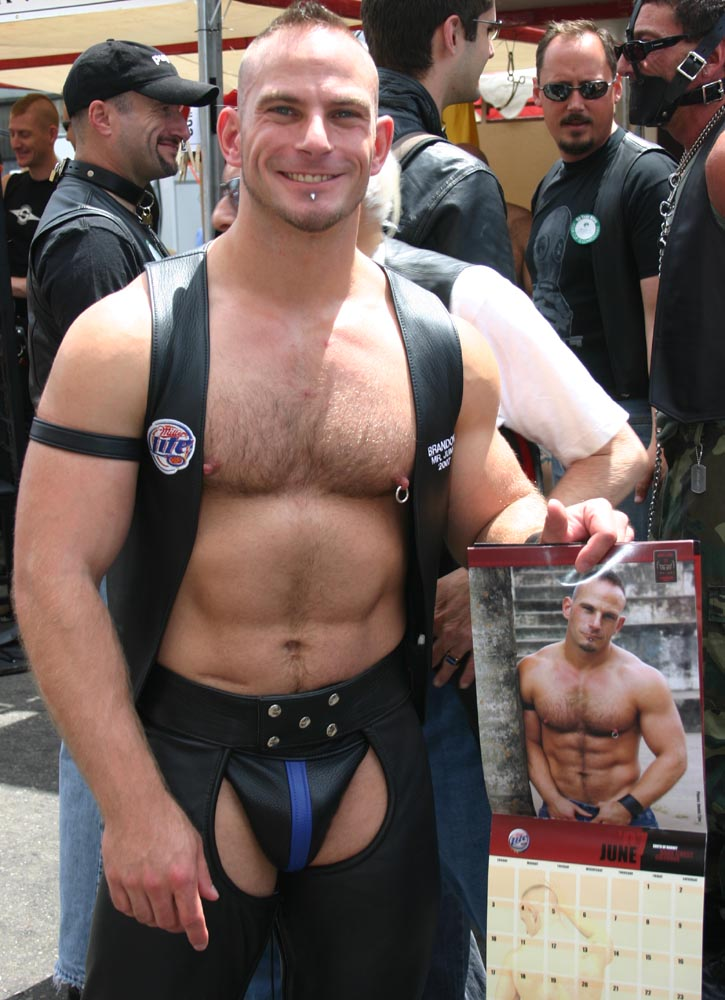
Home exhibint masculinitat basada en el fal·lus

Per a altres essencialistes, no és la genètica ni els espermatozoides el que està a la base de ser home sinó el fal·lus. Aquest és el cas d'Eugene Monick, per a qui això és el que «els homes són: fal·lus –que és erecció i mai un penis flàccid-. (...) El fal·lus és concebut com força originadora i (...) com a element primordial de la psique».
La noció de psiques, que utilitza Monick, prové de Carl Jung. Jung hauria entès la psique «en el sentit original grec d'ànima, aquesta part de l'experiència humana que arriba a un des d'endins», que interacciona amb el «món exterior, però en cap cas com un epifenomen d'aquest».
La masculinitat seria, llavors, un món interior essencial i no un producte extern o social. Es tracta d'un món essencial sense història, comú a tots els homes però que els transcendeix. D'aquest món transpersonal és d'on, com que no es troba un terme millor, se situa la font de la qual emana la identitat masculina.
Monick atribuieix al fal·lus una naturalesa sagrada, convertit en un símbol religiós i psicològic, el fal·lus «decideix pel seu compte –independentment de les decisions de l'ego del seu propietari- quan i amb qui entrar en acció», els «homes no poden –per més que desitgin el contrari- fer que el fal·lus obeeixi a l'ego. El fal·lus té la seva pròpia ment». Així col·loca el tema de l'origen de la identitat masculina fora de qualsevol explicació d'origen cultural i ho ubica en aquest món-interior-transpersonal.

### El patriarcat inevitable

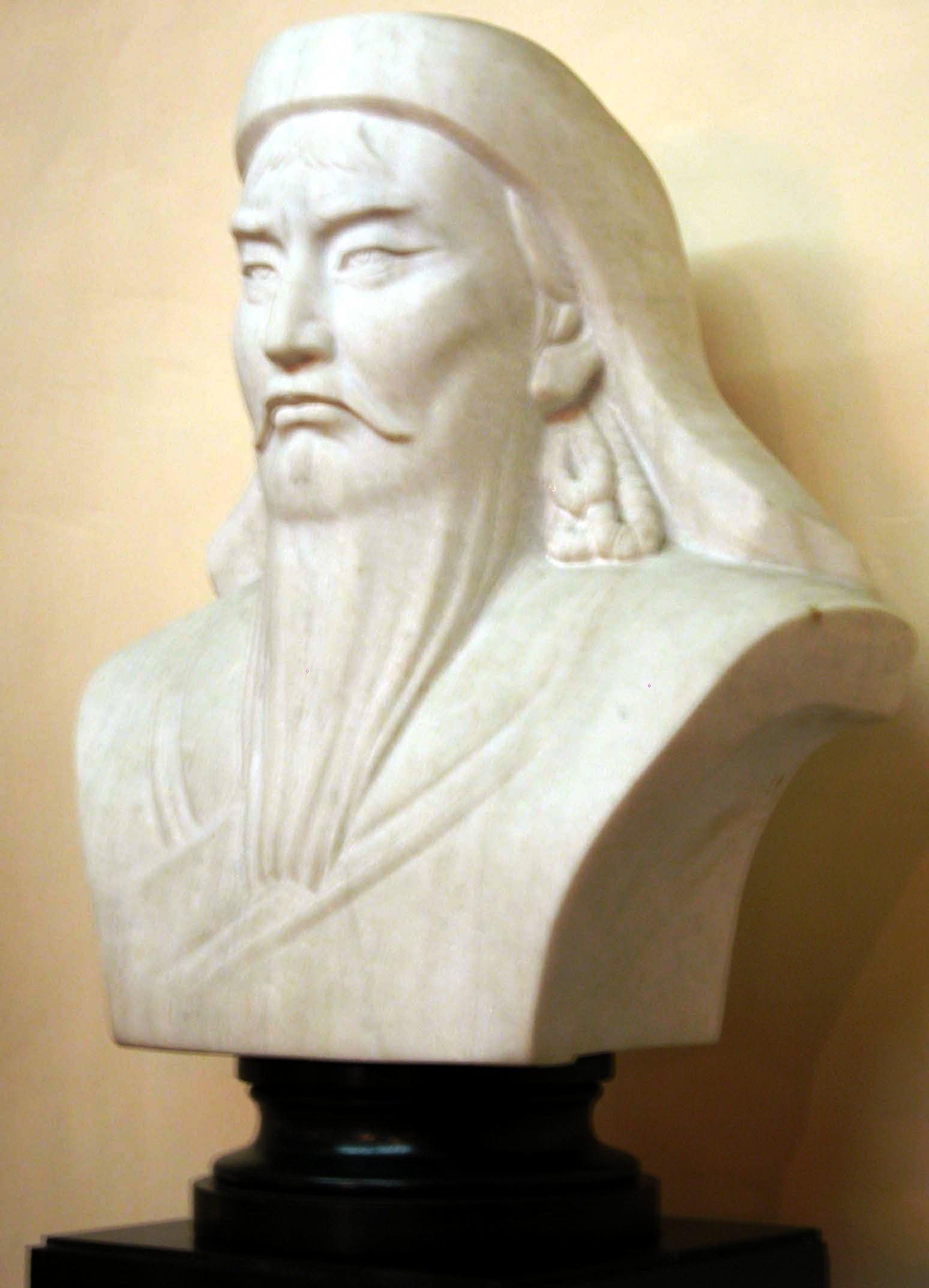
Genguis Kan és conegut per haver conquerit terres al front del seu exèrcit i haver violat moltes dones

En 1973 Steven Goldberg va publicar un llibre titulat La inevitabilitat del patriarcat en el qual definia el patriarcat com a «tota organització política, econòmica, religiosa o social, que relaciona la idea d'autoritat i de lideratge principalment amb l'home, i en la qual l'home ocupa la majoria dels primers llocs d'autoritat i direcció».
Segons Goldberg, és una evidència que en totes les societats la voluntat de la dona està «quelcom subordinada» a la de l'home, i que «l'autoritat general en les relacions duals home-dona i familiars, qualssevol que siguin els termes en què una determinada societat defineixi l'autoritat, resideix, en últim terme, en l'home». Per tant, totes les societats accepten aquestes proves i s'hi adapten mentalitzant els «nens en aquest sentit, perquè no els queda més remei que fer-ho».
Segons Goldberg senzillament, «el domini masculí és universal; no hi ha societat que mai hagi deixat d'adaptar el que espera de l'home i de la dona, així com els rols socials corresponents...».
| « | Els homes tendeixen a dominar precisament perquè la seva fisiologia fa que per a ells sigui més important actuar d'aquesta manera... Estadísticament parlant, sempre succeeix d'aquesta manera. Les institucions de la societat s'ajusten a aquesta observació. Durant milers d'anys, tots (a excepció d'uns quants científics socials i altres que s'oposaven ideològicament a la idea) han sabut perfectament bé que homes i dones difereixen en els factors fisiològics subjacents als pensaments i comportaments d'home i dona. Potser, ells no tenien les paraules necessàries per descriure el vincle entre la fisiologia, el pensament i la conducta, però sabien que aquest vincle existia. | » |
| — Steven Goldberg, La batalla de los sexos: ¿es inevitable el Patriarcado?. National Review, 11 de novembre de 1996, pàgines 32-36 | |   |

### La masculinitat arquetípica. El corrent mitopoètic
Una de les obres més influents als Estats Units sobre la crisi de la masculinitat i la manera de superar-la ha estat Iron John: A Book About Men de Robert Bly. Escrita des de pressupostos llunyans al feminisme i sota l'influx dels plantejaments jungians, que apel·len a l'existència d'un "animus" masculinitzant i d'una "ànima" feminitzant en tot home, Bly senyala com a causa d'aquesta crisi l'oblit de la veritable masculinitat a què ens ha portat la revolució industrial, en trencar el profund vincle que abans s'establia entre pares i fills.

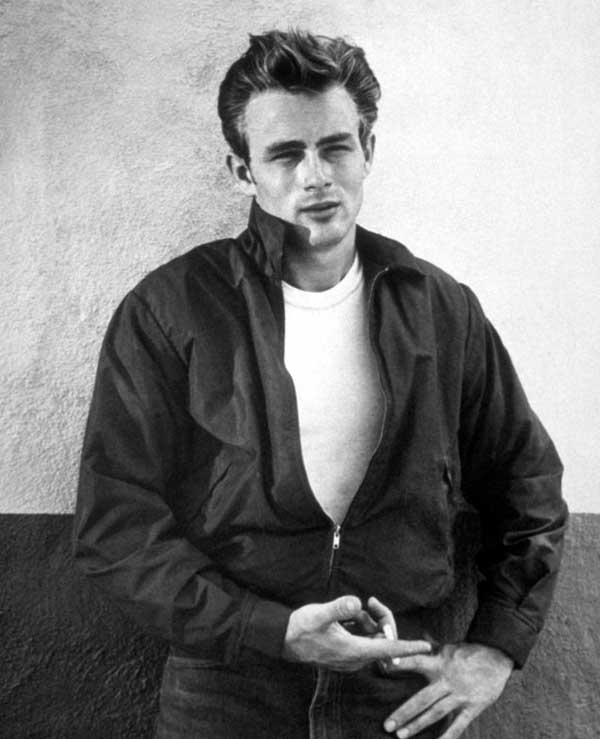
Rebel sense causa, segle XX

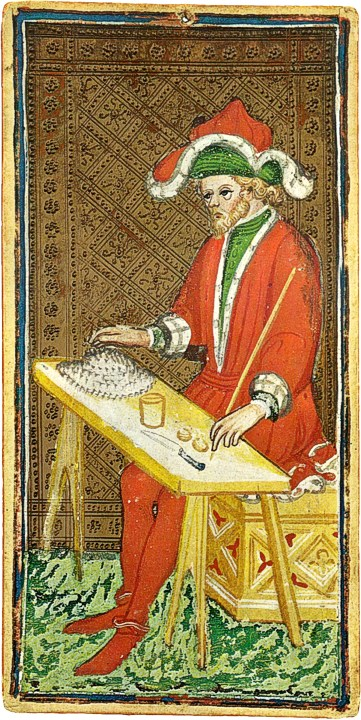
Arquetip del mag en una carta del segle XV

Segons Blay, els pares en arribar l'adolescència transmetien als seus fills els aprenentatges bàsics de la vida, establint llavors ençà amb ells una intensa interacció que posava fi a l'etapa infantil, caracteritzada pel vincle amb la mare. Tanmateix, ara, els pares passen la major part del temps lluny de la llar i els nois es feminitzen excessivament, sense acabar de trencar amb l'univers matern. Per superar aquesta situació, Bly exhorta a recuperar els antics ritus d'iniciació, uns rituals que abans permetien als nois assumir plenament la seva identitat masculina i establir una comunió satisfactòria entre home, dona i natura. tot afavorint un redescobriment d'aquests vincles i el camí és tornar a l'homosocialització.
| «                                                                | Podem considerar una visió lineal de la iniciació masculina separada en cinc etapes. En primer lloc, la vinculació a la mare i separació de la mare (fem el primer moderadament bé, i la segona cosa molt malament, sobretot en els suburbis i en els guetos). En segon lloc, l'acostament al pare i la separació del pare. (Sovint posposem l'acostament al pare fins als cinquanta anys, més o menys, deixant pendent la separació). En tercer lloc, l'arribada de la mare masculina. (Aquest pas es dona poques vegades o mai). En quart lloc, aprenentatge d'una energia huracanada com l'home primitiu, el guerrer, Dionisios o Apol · lo. Si ha tingut èxit, el jove rep un glop de les aigües del déu. (Aquest glop ho demanen els adolescents). I finalment el matrimoni amb la Dona Sagrada o la Reina (..) Havent abandonat la iniciació, la nostra societat té dificultats per conduir els joves cap a la masculinitat | » |
| — Robert Bly, Iron John: A book about men. 1998. pàgines 179-180 | |   |

En la mateixa línia, es pronuncien Robert Moore y Douglas Gillette, autors de: La Nueva Masculinidad (1993), que situa l'origen d'aquesta desviació en l'època de la Reforma.
El corrent mitopoètic estableix quatre arquetips que conformen la psicologia de l'home adult: El Rei (que encarna la centralitat del poder que transmet l'ordre correcte de les coses i d'un mateix), El Guerrer (que ha d'unir fortalesa, competència i resistència al dolor), El Mag (que personifica el pensament i la reflexió, la seguretat d'un si mateix madur que és estable, centrada i emocionalment freda), L'Amant (que es caracteritza per la passió i el misticisme i la degustació dels plaers de la vida: el sibarita, el col·leccionista, el contemplatiu...).

### Masculinitat estructuralista
Una de les aportacions més influents i valorades sobre la construcció de la masculinitat ha estat la de l'antropòleg francès Maurice Godelier, autor del llibre La producció de grans homes (The Making of Great Men: Male Domination and Power Among the New Guinea), on va estudiar la societat dels baruya de Nova Guinea.
En aquesta obra, i des d'una perspectiva marxista estructuralista, Godelier presenta la masculinitat com un sistema de dominació en el que el poder es basa en el control absolut de les dones més que en l'acumulació de béns. El sistema de producció, les relacions sexuals, l'ordre simbòlic, ...tot, absolutament tot serveix per assegurar el poder dels homes sobre les dones.
Godelier qüestiona l'explicació tradicional que la segregació sexual, i la seva consegüent divisió del treball, expliquen el predomini social dels homes i planteja que el predomini masculí pressuposa aquesta divisió del treball. Així, Godelier s'introdueix de ple en la problemàtica del simbolisme. Per als baruya, la superioritat masculina neix del fet "incontrovertible", ubicat en el terreny del simbòlic, que en èpoques remotes els seus avantpassats homes havien expropiat a les dones dels seus poders. Per això havien acumulat dos poders: el que posseeixen els homes en tant que homes i el de les dones, posseïdores de poders femenins que emanen d'una creativitat originària superior a la d'ells. En aquesta interpretació simbòlica Godelier constata el paper rellevant desenvolupat per la diferència de sexe. Aquesta apareix com "una espècie de fonament còsmic de la subordinació, fins i tot, de l'opressió de les dones".

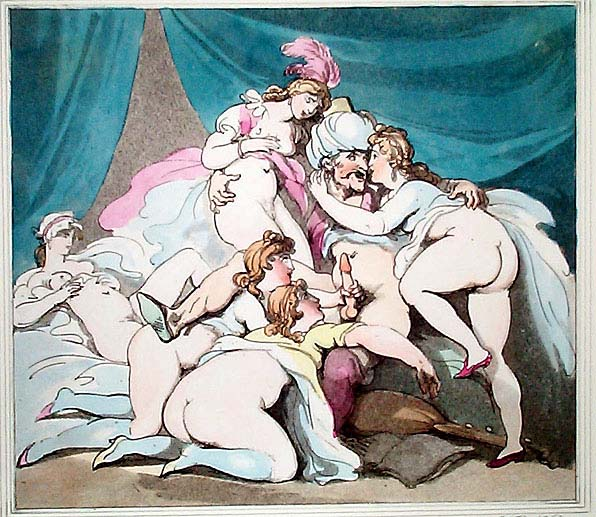
Home i dones

Els dos sexes comparteixen aquestes creences, i en això radica la seva eficàcia. Tots els gestos, ritus i pràctiques simbòliques que els baruya produeixen per mostrar i demostrar la primacia dels homes en el procés de reproducció de la vida es nodreixen de l'imaginari col·lectiu, però tenen un vigor social anorreador. La participació, convençuda, de les dones constitueix la força principal, silenciosa i invisible de la dominació masculina.
En el seu estudi sobre els baruya, Godelier segueix de prop l'operació mitjançant la qual la diferència sexual és simbolitzada i, en ser assumida pel subjecte, produeix un imaginari amb una eficàcia política contundent: les concepcions socials i culturals sobre la masculinitat i feminitat. El subjecte social és produït per les representacions simbòliques. Els homes i les dones (baruyas, occidentals, orientals, etc.) no són reflex d'una realitat "natural" sinó el resultat d'una producció històrica i cultural.
Per altra banda el sociòleg Pierre Bordieu sosté en la seva obra La dominació masculina que la divisió entre sexes és una construcció social que permet l'opressió dels homes sobre les dones i que, si ha tingut tant èxit, és perquè s'ha presentat com quelcom natural i inevitable, fins a incorporar-se completament en la manera de concebre el món, de percebre i sentir els nostres cossos, d'imaginar-ho tot. Segons Bordieu, cal trastocar aquest imaginari si volem construir relacions equitatives i satisfactòries. La masculinitat és part d'un imaginari construït socialment, no una inherència biològica dels cossos dels homes i les dones, ni una essència que no pugui modificar-se.

### Funcionalisme
L'antropòleg David Gilmore sosté que la utilitat social es troba en la base de la gestació de la masculinitat. Segons Gilmore, la masculinitat seria una construcció cultural que contribueix a garantir la perpetuació de cada societat.

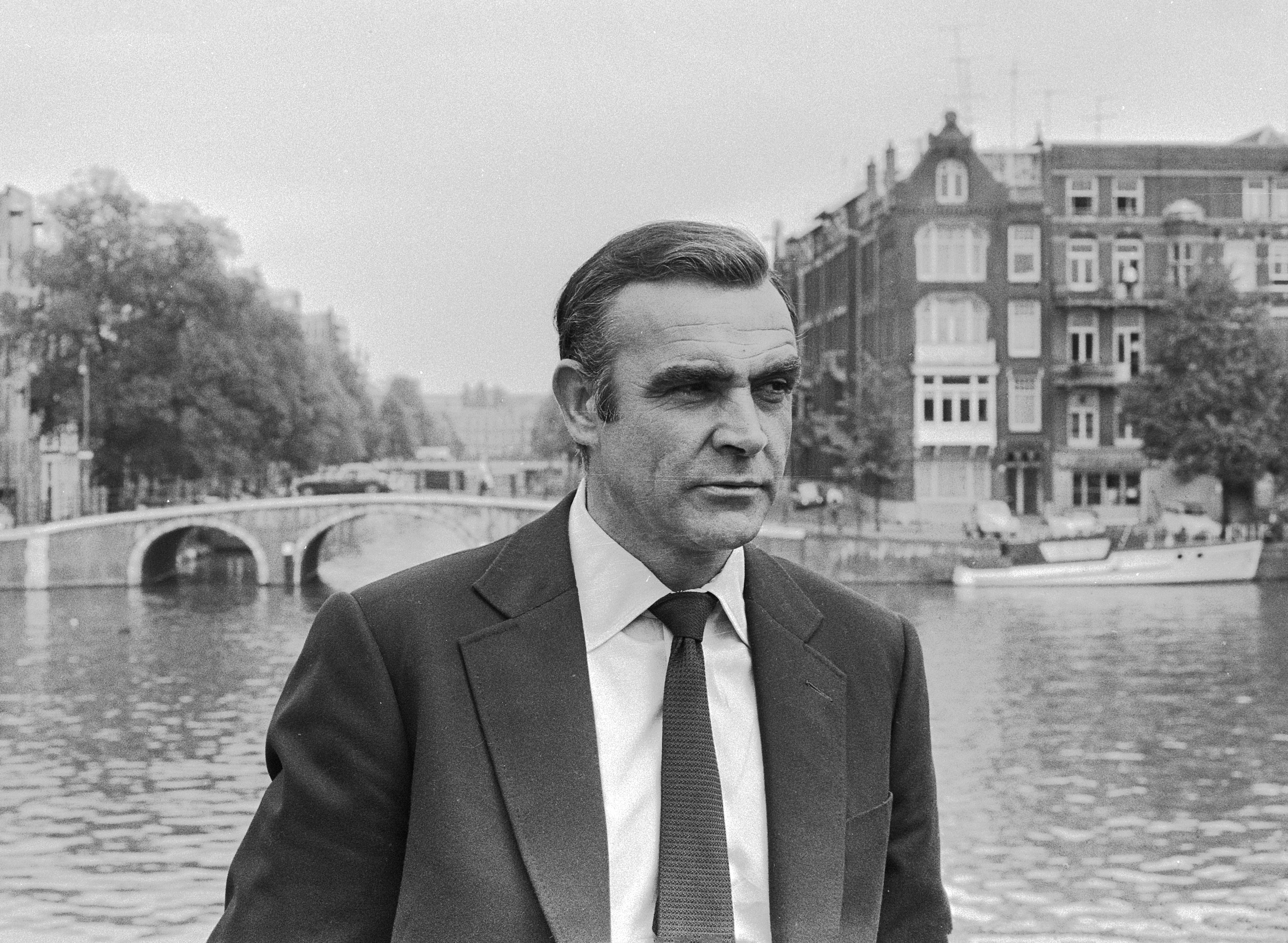
El James Bond clàssic compleix els cànons de virilitat prenyadora-protectora-proveïdora

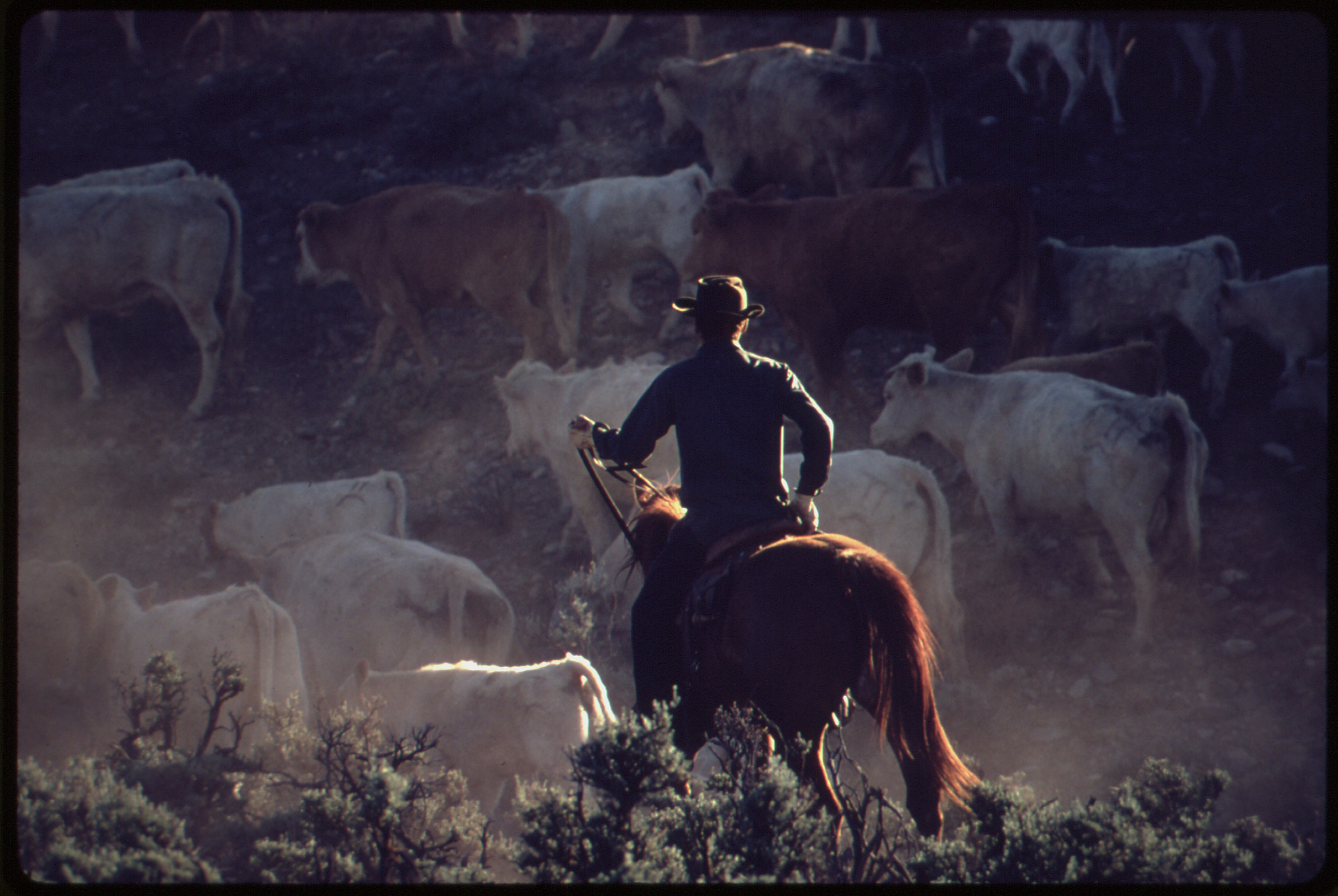
L'arquetip de vaquer de l'oest americà també s'ha venut durant una època com a exemple típic de masculinitat

La masculinitat bàsicament s'hauria demostrat una estratègia eficaç per fer front i superar als perills que amenacen al grup. De fet, els cultes a la virilitat s'intensifiquen allà on la lluita sembla una millor garantia de supervivència. Com més dur és l'entorn i més escassos són els recursos, més s'emfatitza la virilitat com inspiració i com a meta.
Per Gillmore la veritable virilitat comporta tres requeriments morals que adquireixen una especial rellevància: un ha de fecundar a una dona, protegir els que en depenen d'ell i mantenir als familiars.[…] Encara que no existeixi un home universal', potser podem parlar d'un home omnipresent basant-nos en aquests criteris d'actuació. Podríem batejar a aquest personatge gairebé global com l'home prenyador-protector-proveïdor. ...
Gilmore reconeix que és dubtós que existeixi una estructura profunda de la masculinitat o un arquetip global de la virilitat, ja que existeixen proves que no totes les societats actuen segons el cànon de virilitat esbossat. Així ser marit, pare, amant, proveïdor i guerrer, lluny de dependre d'una estructura arquetípica sense història i sense context, és més aviat una demanda social que pot variar. Els guions de gènere, que animen als individus a actuar de certa forma, tenen com objecte ordenar la vida comuna i aconseguir major eficiència en contextos de necessitat, facilitant tant el desenvolupament individual com l'adaptació del grup. Però són un artifici de la cultura.
El psicòleg Walter Riso també ha adoptat la perspectiva funcionalista en el seu llibre Intimitats masculines, obra que ha arribat a tenir una gran difusió. Segons Riso, quan l'hàbitat es tornava hostil, el múscul començava a ésser determinant per a la supervivència. Aquesta utilitat de la força física explicaria la preeminència de l'home en els nivells preestatals de la civilització.
L'antropòloga feminista Peggy Reeves Sanday, en la seva obra Female Power and Male Dominance: On the Origins of Sexual Inequality feu un estudi comparatiu de cent cinquanta societats, partint com Gilmore de la hipòtesi que els rols de gènere, i en particular la masculinitat, és una estratègia de supervivència de l'espècie humana en condicions adverses. Segons aquesta investigadora, com més difícils són les condicions climàtiques, o existeix més perill de patir agressions d'altres grups, o més imperiosa és la necessitat d'emigrar, més augmenta el nivell de dominació masculina sobre les dones.

### Home i masculinitats

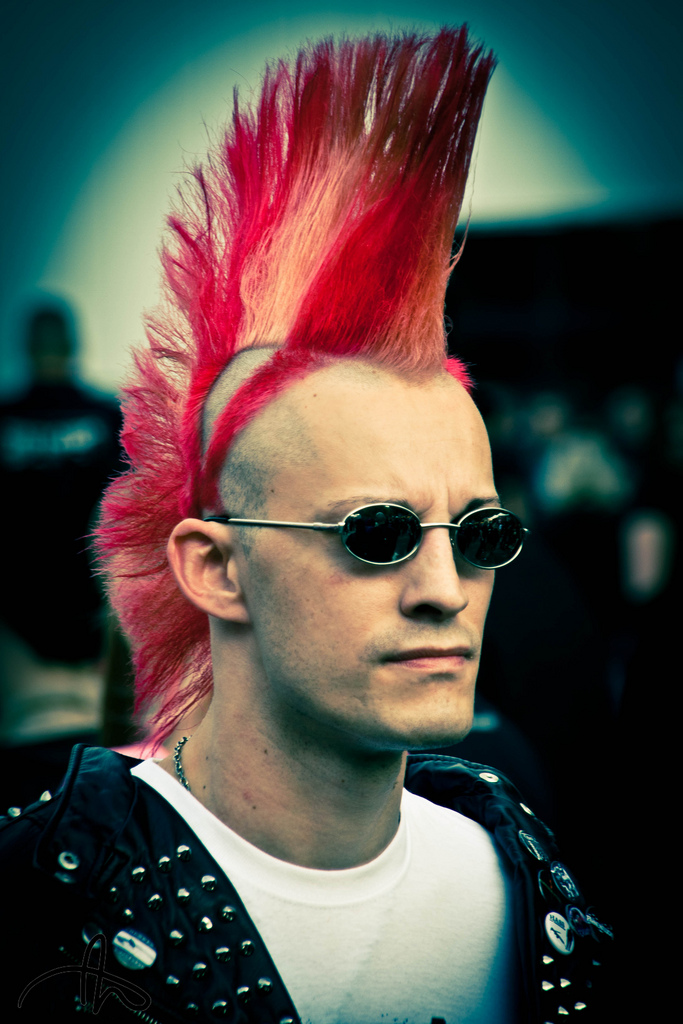
Home mudat per a una festa, segle XXI

Raewyn Connell va proposar el concepte en plural de masculinitats i el que es fa servir actualment, "home i masculinitats", al corrent Men's Studies, segons el qual la construcció social de la masculinitat és diferent segons els temps i els llocs, i que s'hauria de redefinir, ja que es realitza sempre en relació amb allò que és femení, com negació i repudi de la feminitat.
El corrent denominat Men's Studies va sorgir en Estats Units en la dècada de 1980, sota l'impuls del moviment feminista i de la necessitat de qüestionar i replantejar la identitat masculina, d'acord amb la redefinició de la identitat femenina, que s'estava promovent. Un dels trets més destacats d'aquest corrent és la seva oposició als plantejaments essencialistes i la seva negativa a parlar d'una identitat masculina única i universal. Segons els Men's Studies cal parlar en tot cas de masculinitats en plural, perquè la construcció de la masculinitat varia enormement segons els temps i els llocs. Les masculinitats alternatives fan referència a un tipus de masculinitats representades per homes que combinen l'atracció i la igualtat, i que sobretot generen un desig sexual cap a les dones.
Un altre aspecte que han destacat els Men's studies és que la construcció social de la masculinitat es realitza sempre en relació amb allò que és femení, com negació i repudi de la feminitat. Aquesta tesi se sosté en les aportacions de la psicologia i de la psicoanàlisi postfreudiana, segons les quals el nen necessita separar-se psíquicament de la mare per adquirir la identitat culturalment definida com a masculina.
A partir d'aquest principi de diferenciació, la sociologa Elizabeth Badinter arriba a les següents conclusions sobre la construcció de la masculinitat:
- es rebutja la idea d'una masculinitat única, hegemònica, la qual cosa implica que no existeix un model masculí universal, vàlid per a qualsevol lloc i època, sinó diversitat de masculinitats;
- la masculinitat no constitueix una essència, sinó una ideologia que tendeix a justificar la dominació masculina (segons aquesta autora, les seves formes canvien, només subsisteix el poder que l'home exerceix sobre la dona)
- la masculinitat s'aprèn, es construeix i, per tant, també es pot canviar. El que avui es debat és la crisi en les representacions socials sobre la masculinitat afirmada en la dominació masculina.